# Mazatlán (Guerrero)
Mazatlán es una localidad del estado mexicano de Guerrero. Es parte del municipio de Chilpancingo de los Bravo.

## Toponimia
El nombre «Mazatlán» proviene de los términos en náhuatl: mazatl, venado; tlan, lugar de abundancia. Su significado es «lugar donde abundan los venados».

## Demografía
| Gráfica de evolución demográfica |
|                                  |

| Censo | Población |
| ----- | --------- |
| 1900  | 749       |
| 1910  | 1 249     |
| 1921  | 1 431     |
| 1930  | 1 649     |
| 1940  | 1 731     |
| 1950  | 1 951     |
| 1960  | 2 448     |
| 1970  | 2 579     |
| 1980  | 3 524     |
| 1990  | 4 239     |
| 2000  | 4 707     |
| 2010  | 5 316     |
| 2020  | 6 093     |